# いかパン
いかパンは、群馬県伊勢崎市で販売されているファストフード。

## 概要
発売開始は2008年11月3日で、一日100 - 150枚ほどが販売されている。名前にパンと付いているが実際にはパンではなく、見た目はお好み焼きに近い。強力粉を使った生地はグルテンをしっかりと生かしており、モチモチした食感があり、ゴマ、ピーナッツ、荒挽きコショウ、青海苔で風味付けがしてある。具はイカが主体で、発売前には帆立や肉を使ったものも試作された。怒ったパンダのイラストが描かれた横長の封筒状の紙袋に入り、片手でも食べやすい工夫がされている。伊勢崎市八坂町にある、いかパン本店（平成フードシステム社屋内）で販売されている。
基本の生地は同じで、2021年の時点で以下の3種類が販売されている。
- いかパン：ソースとマヨネーズで味付け。「ノーマル」などと呼ばれている。
- いかパンクイーン：千切りキャベツに特製ドレッシングで味付け。
- いかパンキング：冷野菜に加えチキンをはさみ、和風ゴマ風味に仕上げた。

本社である有限会社平成フードシステムは、献立表付き副食材料の配達や、委託給食・委託食堂、合宿用献立の立案・集荷・配送等、食材の卸を行っている会社である。

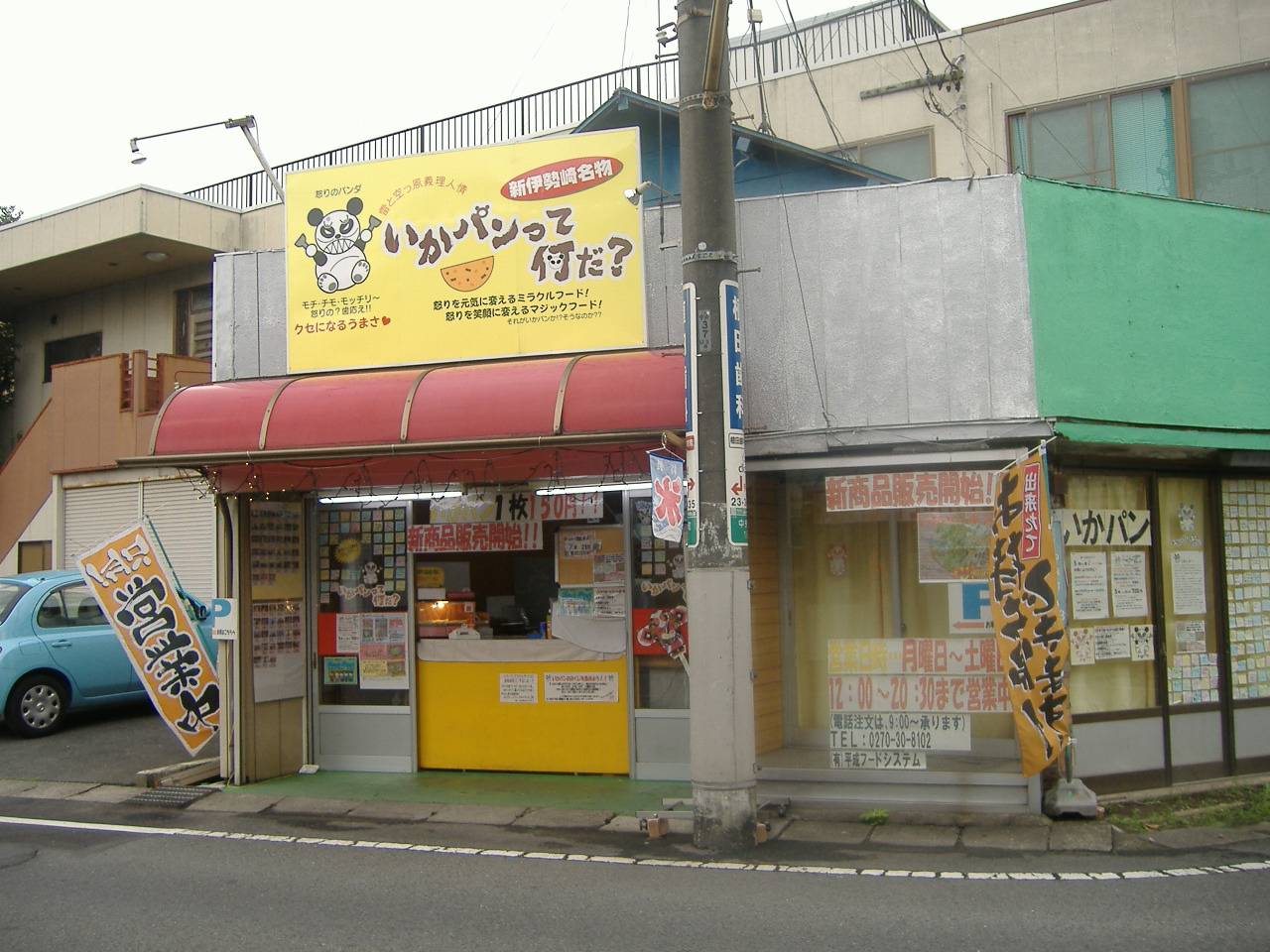
いかパン販売店